# Décapsulation (électronique)
La décapsulation (en anglais decapping ou delidding) d'un circuit intégré est le processus consistant à retirer le boîtier d'une puce électronique de sorte que le die contenu soit révélé.
Ce processus est généralement effectué afin de déboguer un problème de fabrication de la puce, ou de copier des informations de l'appareil.
Les circuits intégrés modernes peuvent être encapsulés dans du plastique, de la céramique ou de l'époxy.
La décapsulation s'effectue généralement par décapage chimique, par découpe au laser, par enlèvement de matière à l'aide d'une fraiseuse ou à l'air chaud,.
Le processus peut être soit destructif, soit non destructif de la puce interne.
Avec précaution, il est possible de décapsuler un dispositif tout en le laissant fonctionnel.

## Émulation d'anciens systèmes

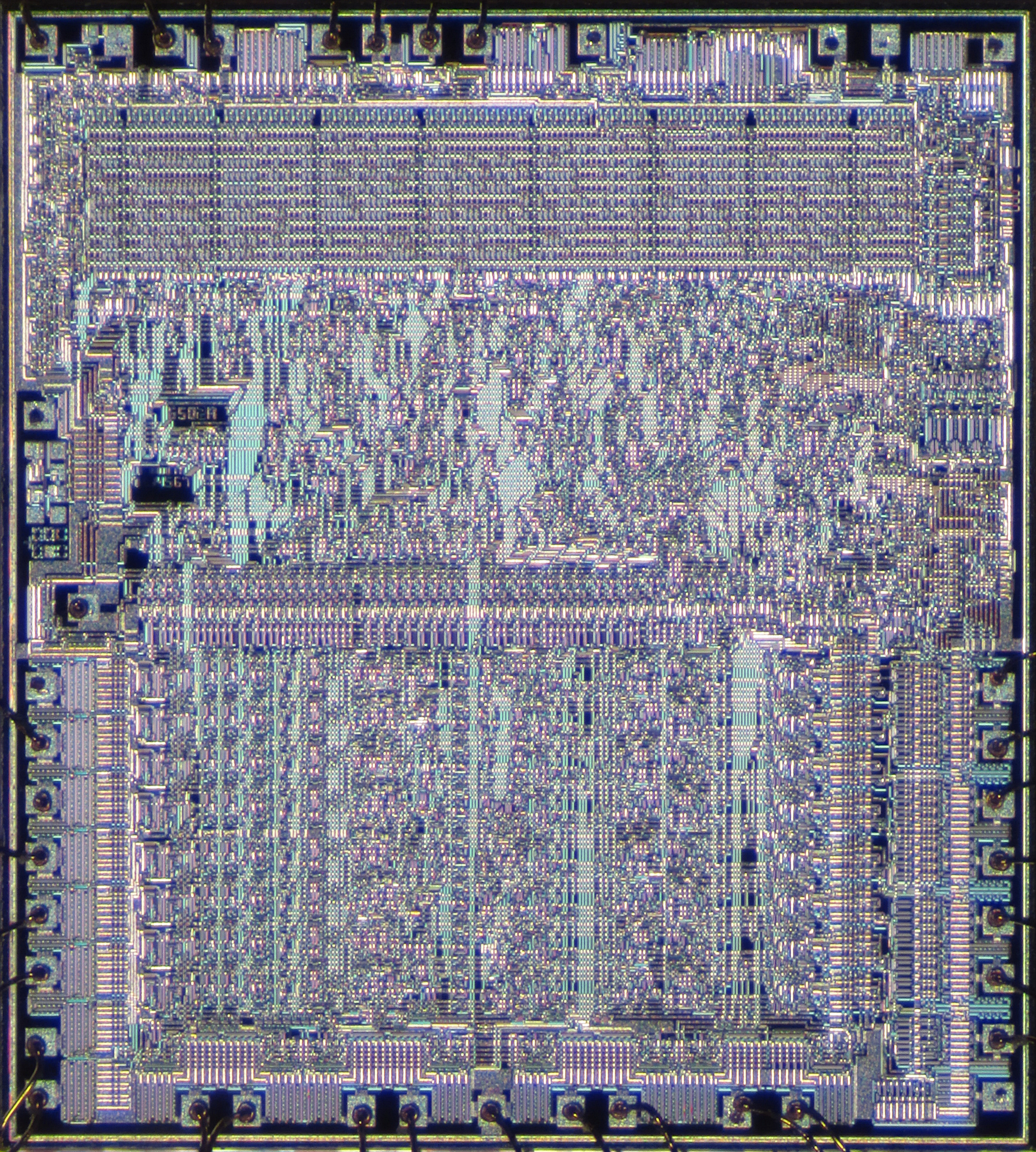
Die du processeur MOS 6502

La décapsulation est une technique très répandue dans le domaine de l'émulation des jeux vidéos.
Les concepteurs de jeux vidéos sur consoles ou bornes d'arcade ont en général recours à des systèmes de gestion des droits numériques qui empêchent la récupération des données du jeu enregistrées dans la mémoire morte du système.
À partir de clichés de puces décapsulées pris à travers un microscope, il est possible de distinguer parmi les éléments du circuit ceux qui encodent un 1 de ceux qui encodent un 0 et ainsi récupérer l'entièreté des données du jeu.
Un groupe réalise régulièrement ce processus en ayant recours au financement participatif pour couvrir les frais liés à la décapsulation, et parfois à la production participative pour extraire les données binaires à partir des clichés.
Des techniques plus avancées permettent de récupérer l'agencement des transistors et leurs interconnexions au sein d'un circuit (la netlist).
Cela a été réalisé pour le microprocesseur MOS Technology 6502 permettant une simulation au niveau des transistors.
Un tel travail fait partie des pistes envisagées pour parfaire l'émulation des deux coprocesseurs PPU de la console Super Nintendo.

## Voir également